# Nguyễn Huy Tưởng
Nguyễn Huy Tưởng (1912 – 1960) là một nhà văn, nhà viết kịch Việt Nam nổi tiếng. Ông là tác giả của những tiểu thuyết lịch sử, vở kịch lớn như: Vũ Như Tô, Đêm hội Long Trì, Bắc Sơn, Sống mãi với thủ đô,...

## Tiểu sử
Nguyễn Huy Tưởng sinh ngày 6 tháng 5 năm 1912 trong một gia đình nho giáo ở làng Dục Tú, Từ Sơn, Bắc Ninh, nay thuộc thôn Dục Tú 1, xã Dục Tú, huyện Đông Anh, Hà Nội.
Năm 1930, ông tham gia các hoạt động yêu nước của thanh niên học sinh ở Hải Phòng. Năm 1935 ông làm thư ký nhà Đoan (Thuế quan) ở Hải Phòng, sau đó quay về Hà Nội. Năm 1938 ông tham gia Hội Truyền bá Quốc ngữ và phong trào hướng đạo sinh ở Hải Phòng. Năm 1943 ông gia nhập nhóm Văn hóa cứu quốc bí mật và được bầu làm Tổng thư ký Hội Truyền bá Quốc ngữ Hải Phòng. Sau đó ông tiếp tục hoạt động ở Hà Nội, Nam Định và Phúc Yên.
Tháng 6 năm 1945, Nguyễn Huy Tưởng tham gia ban biên tập tạp chí Tiên Phong của Văn hóa cứu quốc. Tháng 8 năm đó, Nguyễn Huy Tưởng đi dự Đại hội quốc dân ở Tân Trào. Ông còn là đại biểu văn hóa cứu quốc, giúp biên tập các tờ báo Cờ giải phóng, Tiên Phong. Tiếp đó ông giữ chức vụ Tổng thư ký Ban Trung ương Vận động đời sống mới. Cách mạng Tháng Tám thành công, Nguyễn Huy Tưởng trở thành người lãnh đạo chủ chốt của Hội văn hóa cứu quốc.
Nguyễn Huy Tưởng là đại biểu Quốc hội khóa I năm 1946. Tháng 4 năm đó, vở kịch Bắc Sơn của ông được công diễn ở Nhà hát lớn Hà Nội đem lại thành công lớn. Tháng 7, ông được bầu là Phó thư ký Hội Văn hóa cứu quốc Việt Nam. Tháng 12 năm 1946, toàn quốc kháng chiến, ông tổ chức và đưa Đoàn văn hóa kháng chiến lên Việt Bắc. Tiếp tục hoạt động văn hóa, ông là ủy viên Thường vụ Hội Văn nghệ Việt Nam, thư ký toà soạn Tạp chí Văn nghệ và tham gia tiểu ban Văn nghệ Trung ương Đảng.
Năm 1951, ông tham gia chiến dịch biên giới. Trong hai năm 1953, 1954 ông công tác giảm tô trong cải cách ruộng đất. Sau hòa bình 1954, ông làm Ủy viên ban chấp hành Hội Nhà văn Việt Nam khóa I. Ông là người sáng lập và là giám đốc đầu tiên của Nhà xuất bản Kim Đồng.
Nguyễn Huy Tưởng bị bệnh hiểm nghèo và mất ngày 25 tháng 7 năm 1960 tại Hà Nội, thọ 48 tuổi. Năm 1995, Hội đồng nhân dân thành phố Hà Nội đã đặt tên cho một phố của thủ đô là phố Nguyễn Huy Tưởng, nối từ phố Vũ Trọng Phụng cắt ngang qua phố Nguyễn Tuân đến đường Khuất Duy Tiến. Ông được truy tặng Giải thưởng Hồ Chí Minh về Văn học nghệ thuật năm 1996.

## Tác phẩm
- Đêm hội Long Trì (tiểu thuyết, 1942)
- Vũ Như Tô (kịch, 1941)
- An Tư công chúa (tiểu thuyết, 1944)
- Cột đồng Mã Viện (kịch, 1944)
- Bắc Sơn (kịch, công diễn 6 tháng 4 năm 1946)
- Những người ở lại (kịch, 1948)
- Anh Sơ đầu quân (tập kịch, 1949)
- Tìm mẹ (truyện thiếu nhi, 1950)
- Ký sự Cao Lạng (tập ký sự, 1951)
- Truyện Anh Lục (tiểu thuyết, 1955)
- Gặp Bác (tập ký, 1956)
- Kể chuyện Quang Trung (truyện thiếu nhi, 1957)
- Bốn năm sau (tiểu thuyết, 1959)
- Sống mãi với Thủ Đô (tiểu thuyết, 1960)
- Lũy hoa (kịch bản, 1960)
- An Dương Vương xây thành ốc (truyện thiếu nhi, 1960)
- Lá cờ thêu sáu chữ vàng (tiểu thuyết, 1960)
- Lũy hoa (truyện phim, 1961)
- Chiến sĩ ca-nô (truyện thiếu nhi)
- Thằng Quấy (truyện thiếu nhi)
- Con cóc là cậu ông trời (truyện thiếu nhi)
- Cô bé gan dạ (truyện thiếu nhi)
- Nhật ký Nguyễn Huy Tưởng (3 tập, 2006) dày 1700 trang